# John Holland (calciatore)
John Holland (5 luglio 1953) è un ex calciatore maltese, di ruolo difensore.

## Carriera

### Club
Holland giocò per tutta la sua carriera con il Floriana, squadra di cui negli anni è rimasto tifoso. Nel corso dai suoi 18 anni di militanza con la maglia dei Greens ha conquistato tre titoli maltesi (1972-73, 1974-75 e 1976-77), due Coppe di Malta e ha ricevuto per due volte il premio come calciatore maltese dell'anno (1976 e 1978).

### Nazionale
Ha collezionato sessantuno presenze con la propria Nazionale, esordendo nel 1974 in occasione di un match casalingo contro la Libia.
Nel 2025, in occasione di una votazione tenutasi per i 125 anni della Federazione calcistica di Malta, è stato inserito nella migliore formazione di tutti i tempi della nazionale maltese.

## Palmarès

### Club

#### Competizioni nazionali
- Campionato maltese: 3

Floriana: 1972-73, 1974-75, 1976-77
- Coppa di Malta: 2

Floriana: 1971-72, 1980-81
- First Division (Malta): 1

Floriana: 1985-86

### Individuale
- Calciatore maltese dell'anno: 2

1975-1976, 1977-1978
- Malta's best XI of all time (2025)